# Calydorea approximata
Calydorea approximata är en irisväxtart som beskrevs av Robert Crichton Foster. Calydorea approximata ingår i släktet Calydorea och familjen irisväxter. Inga underarter finns listade i Catalogue of Life.